# Morris B. Holbrook
Pour les articles homonymes, voir Holbrook.
 (mai 2024).
 (mai 2024).
La mise en forme du texte ne suit pas les recommandations de Wikipédia : il faut le « wikifier ».
Les points d'amélioration suivants sont les cas les plus fréquents. Le détail des points à revoir est peut-être précisé sur la page de discussion.
- Les titres sont pré-formatés par le logiciel. Ils ne sont ni en capitales, ni en gras.
- Le texte ne doit pas être écrit en capitales (les noms de famille non plus), ni en gras, ni en italique, ni en « petit »…
- Le gras n'est utilisé que pour surligner le titre de l'article dans l'introduction, une seule fois.
- L'italique est rarement utilisé : mots en langue étrangère, titres d'œuvres, noms de bateaux, etc.
- Les citations ne sont pas en italique mais en corps de texte normal. Elles sont entourées par des guillemets français : « et ».
- Les listes à puces sont à éviter, des paragraphes rédigés étant largement préférés. Les tableaux sont à réserver à la présentation de données structurées (résultats, etc.).
- Les appels de note de bas de page (petits chiffres en exposant, introduits par l'outil «  Source ») sont à placer entre la fin de phrase et le point final[comme ça].
- Les liens internes (vers d'autres articles de Wikipédia) sont à choisir avec parcimonie. Créez des liens vers des articles approfondissant le sujet. Les termes génériques sans rapport avec le sujet sont à éviter, ainsi que les répétitions de liens vers un même terme.
- Les liens externes sont à placer uniquement dans une section « Liens externes », à la fin de l'article. Ces liens sont à choisir avec parcimonie suivant les règles définies. Si un lien sert de source à l'article, son insertion dans le texte est à faire par les notes de bas de page.
- La présentation des références doit suivre les conventions bibliographiques. Il est recommandé d'utiliser les modèles {{Ouvrage}}, {{Chapitre}}, {{Article}}, {{Lien web}} et/ou {{Bibliographie}}. Le mode d'édition visuel peut mettre en forme automatiquement les références.
- Insérer une infobox (cadre d'informations à droite) n'est pas obligatoire pour parachever la mise en page.

Pour une aide détaillée, merci de consulter Aide:Wikification.
Si vous pensez que ces points ont été résolus, vous pouvez retirer ce bandeau et améliorer la mise en forme d'un autre article.
 (mai 2024).
Morris B. Holbrook, professeur de Marketing à la Columbia Business School de New York, est l'un des chefs de file du marketing en tant que discipline universitaire. L'essentiel de son travail est centré sur l'importance des émotions dans la consommation, ainsi que la promotion des approches postmodernes, interprétives, et éclectiques dans le consumer research.

## Les apports de Morris Holbrook
Holbrook, et sa coauteure Elizabeth C. Hirschman, ont révolutionné le champ du comportement du consommateur avec deux articles publiés en 1981 dans le Journal of Consumer Research et dans le Journal of Marketing.
Dans Experiential Marketing, ils contrastent leur modèle de comportement du consommateur au modèle dominant des années 1950-1980 base sur la rationalité du consommateur (et notamment représenté par le livre de Howard et Sheth, publié en 1969) en y ajoutant une dimension affective. En effet, l'affect, jusqu'à la publication de ces deux articles majeurs, était seulement considéré en marketing comme un calcul pondéré de différentes croyances du consommateur (qu'on appelait "Attitude").
Holbrook et Hirshman, dans "Hedonic Consumption", redéfinissent une catégorie de consommation (par exemple les films, ou les parcs d'attraction) comme découlant essentiellement des émotions que les consommateurs cherchent à se procurer.
Après ces deux articles, Holbrook se concentre sur la définition d'un nouveau modèle de comportement du consommateur, ayant pour clé de voûte le vécu (en anglais, the experience) et pour aboutissement la prise en compte de la valeur consommateur dans une typologie spécifique.

## Controverses
Morris Holbrook reste attaché à un certain nombre de controverses sur le rôle et les méthodes du marketing:
En particulier, Holbrook a été constant dans sa critique du rôle des entreprises dans l'enseignement et la recherche universitaire en marketing. Il a ainsi longuement critiqué les universitaires pratiquant des activités de conseil, essentiellement pour des raisons éthiques (notamment, parce que le temps de conseil est nécessairement pris sur le temps dû à l'université), mais aussi pour des raisons d'indépendance (les entreprises, selon lui, n'étant pas intéressées par autre chose que les recherches ayant une profitabilité immédiate, il est impossible de travailler pour une entreprise avec des objectifs de recherche universitaire intéressants)
D'autre part, Holbrook fut impliqué comme un des chefs de file de l'interprétivisme contre l'école néopositiviste (Shelby Hunt) dans les années 80, même si Holbrook a continué à faire des recherches dans les deux traditions jusqu'à récemment

## L'influence des hobbys de Morris Holbrook
Les hobbys et les goûts de Morris Holbrook ont parfois influencé ses nombreuses publications.
En particulier, Morris "Le chat" a montré son appréciation inconditionnelle pour les chats avec un article postmoderne parodique intitulé Feline Consumption et publié dans le European Journal of Marketing, où il décrit avec humour le comportement de consommation de son chat.
Les goûts de Holbrook pour la musique (et le jazz) l'ont poussé à écrire une comparaison entre son maître (John Howard) et le compositeur de jazz Duke Ellington. De même, une de ces présentations à la convention Annuelle de l'Association for Consumer Research fut un simple récital au piano (qu'il pratique en virtuose), afin de faire ressentir à l'audience l'émotion que procure la musique.